# JR貨物U43A形コンテナ
U43A形コンテナ（U43Aがたコンテナ）は、日本貨物鉄道（JR貨物）輸送用として籍を編入している30ft私有コンテナ（有蓋コンテナ）である。
1989年度に製造された。
形式の数字部位 「 43 」は、コンテナの容積を元に決定される。このコンテナ容積43㎥の算出は、厳密には端数四捨五入計算の為に、内容積42.5 - 43.4㎥の間に属するコンテナが対象となる。
また形式末尾のアルファベット一桁部位 「A」は、コンテナの使用用途（主たる目的）が 「普通品の輸送」を表す記号として付与されている。

## 番台毎の概要

### 38000番台
特別大型規格適用。